# 34

34(삼십사)는 33보다 크고 35보다 작은 자연수다.

## 수학
- 합성수로, 그 약수는 1, 2, 17, 34다. 진약수의 합은 20이므로, 34는 부족수다.
  - 12번째 반소수다. 앞의 반소수는 33, 다음 반소수는 35다.
- 9번째 피보나치 수다. 앞의 피보나치 수는 21, 다음은 55다.
- 4번째 칠각수다. 앞의 칠각수는 18, 다음은 55다.
- {\displaystyle 34=3^{2}+5^{2}=9+25}
  - 연속하는 두 홀수의 제곱합으로 나타낼 수 있으며, 이 성질을 지닌 앞의 수는 10, 다음 수는 74다.
  - 연속하는 두 소수(素數)의 제곱합으로 나타낼 수 있으며, 이 성질을 지닌 앞의 수는 13, 다음 수는 74다.
  - 서로 다른 두 소수(素數)의 제곱합으로 나타낼 수 있는 가장 작은 반소수로, 이 성질을 지닌 다음 수는 58이다. (OEIS의 수열 A103558)
  - 17은 34의 2배이다.

## 과학
- 셀레늄(Se)의 원자번호.
- NGC 17/NGC 34: 고래자리 방향에 있는 나선은하.

## 교통
- 고속도로
  - 유럽 고속도로 34호선(영어판): 벨기에 제이브뤼허(영어판)에서 독일 바트외인하우젠까지 이어지는 유럽 고속도로.

- 국도 제34호선
  - 대한민국 34번 국도: 충청남도 당진시 원당동에서 경상북도 영덕군 영덕읍 덕곡리까지 이어지는 대한민국의 국도.
  - 일본 34번 국도: 사가현 도스시에서 나가사키현 나가사키시 에도정까지 이어지는 일본의 국도.

## 군사
- U-34: 독일의 군용 잠수함. 두 차례의 세계 대전에 쓰인 각각의 모델과, 2006년에 도입된 모델이 있다.

## 문화유산
- 대한민국의 국보 제34호: 창녕 술정리 동 삼층석탑
- 대한민국의 보물 제34호: 남원 실상사 수철화상탑비
- 대한민국의 사적 제34호: 부여 청마산성

## 방송
- 스카이라이프의 KBS 드라마 채널 번호.
- 지니 TV의 W쇼핑 채널 번호.
- B tv의 tvN 스토리 채널 번호.
- U+ TV의 현대홈쇼핑플러스샵 채널 번호.
- LG헬로비전의 드라맥스 채널 번호.
- B tv 케이블의 ENA 채널 번호.

## 기타
- 날짜: 3월 4일
- 연도: 34년, 기원전 34년
- 인터넷 밈 중 하나인 The Rules of the Internet에서, Rule 34는 "존재하는 모든 것에는 거기에 해당하는 포르노그래피가 존재한다" (If it exists, there is a porn of it) 라고 명시되어 있다.
- 룰 34